# Jorgos Gramatikakis
Jorgos Gramatikakis, gr. Γιώργος Γραμματικάκης (ur. 21 maja 1939 w Heraklionie, zm. 25 października 2023 tamże) – grecki fizyk, wykładowca akademicki, rektor Uniwersytetu Kreteńskiego, poseł do Parlamentu Europejskiego VIII kadencji.

## Życiorys
Ukończył fizykę na Uniwersytecie Narodowym im. Kapodistriasa w Atenach. Kształcił się następnie na brytyjskiej uczelni Imperial College London. Pracował w greckim centrum naukowym Demokritos oraz w Europejskiej Organizacji Badań Jądrowych CERN w Genewie. W 1982 objął stanowisko profesora na wydziale fizyki Uniwersytetu Kreteńskiego, które zajmował do czasu przejścia na emeryturę. W latach 1990–1996 był rektorem tego uniwersytetu. Był również prezydentem Uniwersytetu Jońskiego i wykładowcą Harvard University.
W wyborach w 2014 z powodzeniem wystartował z listy nowego ugrupowania To Potami, uzyskując mandat eurodeputowanego VIII kadencji, który sprawował do 2019.